# Hedda Vernon
Hedda Vernon, o Hedda Vernon Moest (20 ottobre 1886 – 1925), è stata un'attrice, sceneggiatrice e produttrice cinematografica tedesca del muto.
L'attrice, che era sposata con il regista Hubert Moest, viene considerata una delle prime dive del cinema tedesco dell'epoca.

## Filmografia
- Die Papierspur, regia di Emil Albes (1912)
- Die rote Jule, regia di Emil Albes (1912)
- Menschen und Masken, regia di Harry Piel (1913)
- Menschen und Masken - 2. Teil, regia di Harry Piel (1913)
- L'erede al trono (Der Thronfolger), regia di Emil Albes (1913)
- Die Millionenmine, regia di Harry Piel (1914)
- Die Ehe auf Kündigung, regia di Walter Schmidthässler (1914)
- Die braune Bestie , regia di Harry Piel (1914)
- Die Perle, regia di Max Mack (1914)
- Die Schleuse , regia di Willy Zeyn (1914)
- Selbstgerichtet oder Die Gelbe Fratze, regia di Hubert Moest (1914)
- Die Toten leben, regia di Walter Schmidthässler (1914)
- Das eiserne Kreuz, regia di Richard Oswald (1914)
- Maria Niemand und ihre zwölf Väter, regia di Hubert Moest (1915)
- Doch die Liebe fand einen Weg, regia di Hubert Moest (1915)
- Die Heiratsfalle, regia di Hubert Moest (1915)
- Zofia - Kriegs-Irrfahrten eines Kindes, regia di Hubert Moest (1915)
- Zofenstreiche, regia di Hubert Moest (1915)
- Der Weg zum Reichtum, regia di Hubert Moest 1916
- Die Bettelprinzessin, regia di Hubert Moest (1916)
- Seine kokette Frau, regia di Hubert Moest (1916)
- Das Opfer der Wera Wogg , regia di Hubert Moest (1916)
- Suzannens Tugend , regia di Hubert Moest (1916)
- Maskenspiel der Nacht, regia di Hubert Moest (1916)
- Hedda Vernon's Bühnensketch, regia di Hubert Moest (1916)
- Hedda im Bade, regia di Hubert Moest (1916)
- Hans im Glück, regia di Hubert Moest (1916)
- Das Wunder der Nacht
- Das Bild der Ahnfrau , regia di Hubert Moest (1916)
- Die Verworfenen
- Die roten Schuhe
- Die Memoiren des Satans, 1. Teil - Doktor Mors
- Noemi, die blonde Jüdin
- Die fremde Frau, regia di Hubert Moest (1917)
- Die Narbe am Knie
- Mouchy
- Fesseln
- Das Todesgeheimnis
- Wo ein Wille, ist ein Weg
- Puppchen
- ...der Übel größtes aber ist die Schuld
- Taumel, regia di Hubert Moest (1919)
- Die Hexe von Norderoog, regia di Hubert Moest (1919)
- Der Tod des andern , regia di Richard Oswald (1919)
- Jugendliebe, regia di Hubert Moest (1919)
- Der Hampelmann, regia di Hubert Moest (1919)
- Blondes Gift, regia di Hubert Moest (1919)
- Seine Beichte (Bekenntnisse eines Lebemannes)
- Ut mine stromtid, regia di Hubert Moest (1919)
- Die Erbin, regia di Hubert Moest (1919)
- Alles verkehrt, regia di Hubert Moest (1919)
- Galeotto, der große Kuppler, regia di Hubert Moest (1919)
- Der Peitschenhieb , regia di Hubert Moest (1919)
- Das große Wagnis , regia di Hubert Moest (1919)
- Der Schieberkönig, regia di Hubert Moest (1920)
- Manolescus Memoiren, regia di Richard Oswald (1920)
- Der Verächter des Todes , regia di Harry Piel (1920)
- Maita, regia di Hubert Moest (1920)
- Das Frauenhaus von Brescia, regia di Hubert Moest (1920)
- Der Reiter ohne Kopf, 1. Teil - Die Todesfalle
- Der Reiter ohne Kopf, 2. Teil - Die geheimnisvolle Macht
- Der Reiter ohne Kopf, 3. Teil - Harry Piels schwerster Sieg
- Lady Godiva
- Zu Hilfe!
- Jim Corwey ist tot
- Die Jungfrau von Kynast
- Die reine Sünderin
- Das Zimmer mit den sieben Türen, 1. Teil - Der Schatz des Inka
- Das fränkische Lied
- Die Sonne von St. Moritz, regia di Hubert Moest, Friedrich Weissenberg (1923)
- Die Frau aus dem Orient , regia di Wolfgang Neff (1923)
- Zwischen zwei Frauen, regia di Hubert Moest (1925)